# Sercial

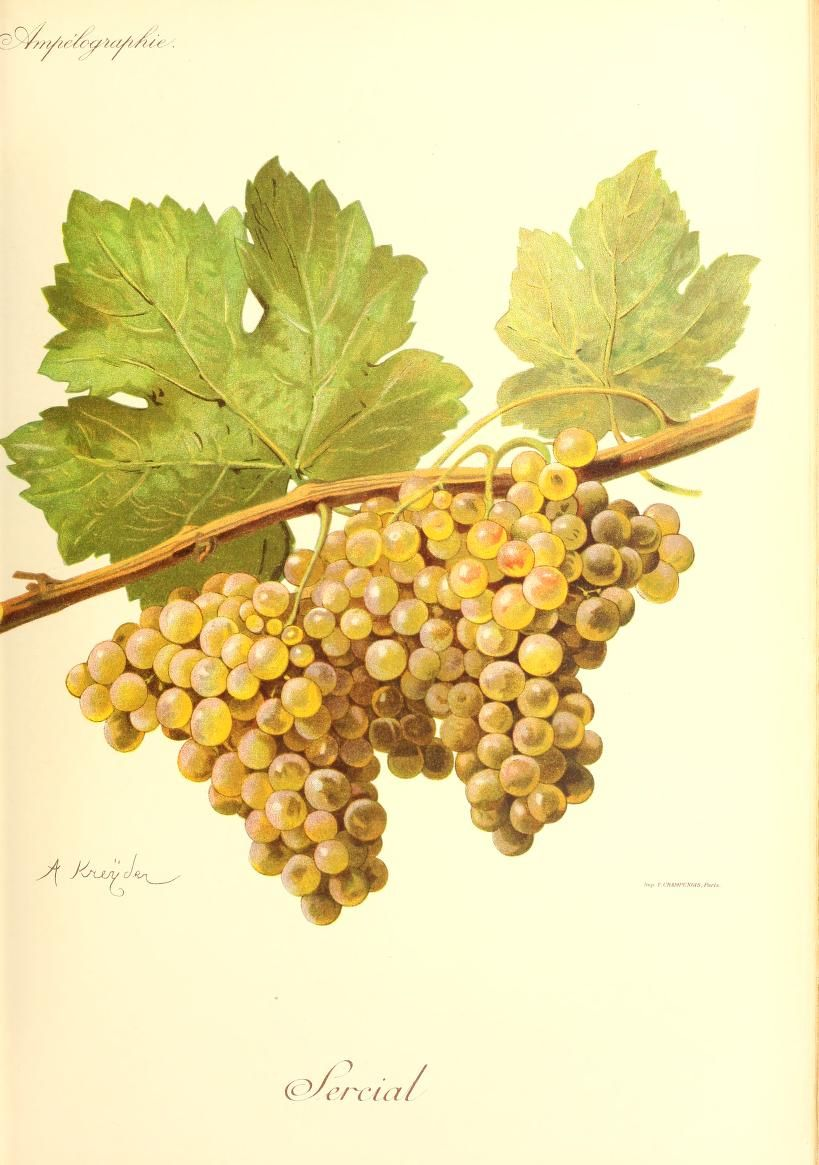

Sercial (ou Cerceal) é a denominação dada a várias castas de uvas brancas cultivadas em Portugal, especialmente na Ilha da Madeira. Dá nome à mais seca das quatro qualidades tradicionais de vinho Madeira. 
Também é conhecida como Escanoso, Esganoso, Esgana, Esganinho , Esgana Dão e Esgana-Cão .
Provavelmente proveniente das margens do rio Reno, mais precisamente de Riesling (Alemanha), produz-se principalmente nas áreas do Seixal, Ribeira da Janela, Jardim da Serra, Fajã da Ovelha, Ponta do Pargo e Arco de São Jorge.

## Descrição
As suas folhas são médias, pentagonais, com cinco a sete lóbulos.

Os cachos são pequenos (12-15 cm), compactos e com um peso médio de 140-200 gramas, com pedúnculo médio e de forte lenhificação.

Os bagos são pequenos (0,9 gramas, em média), não uniformes, de forma achatada e de cor verde amarelada; a película espessa e hilo aparente, possui pruina; a polpa é rija e pouco suculenta; o pedicelo é curto e de difícil separação.

É uma casta de média produtividade, dando origem a vinhos de cor alambreada, secos e de excelente qualidade.